# Trylit

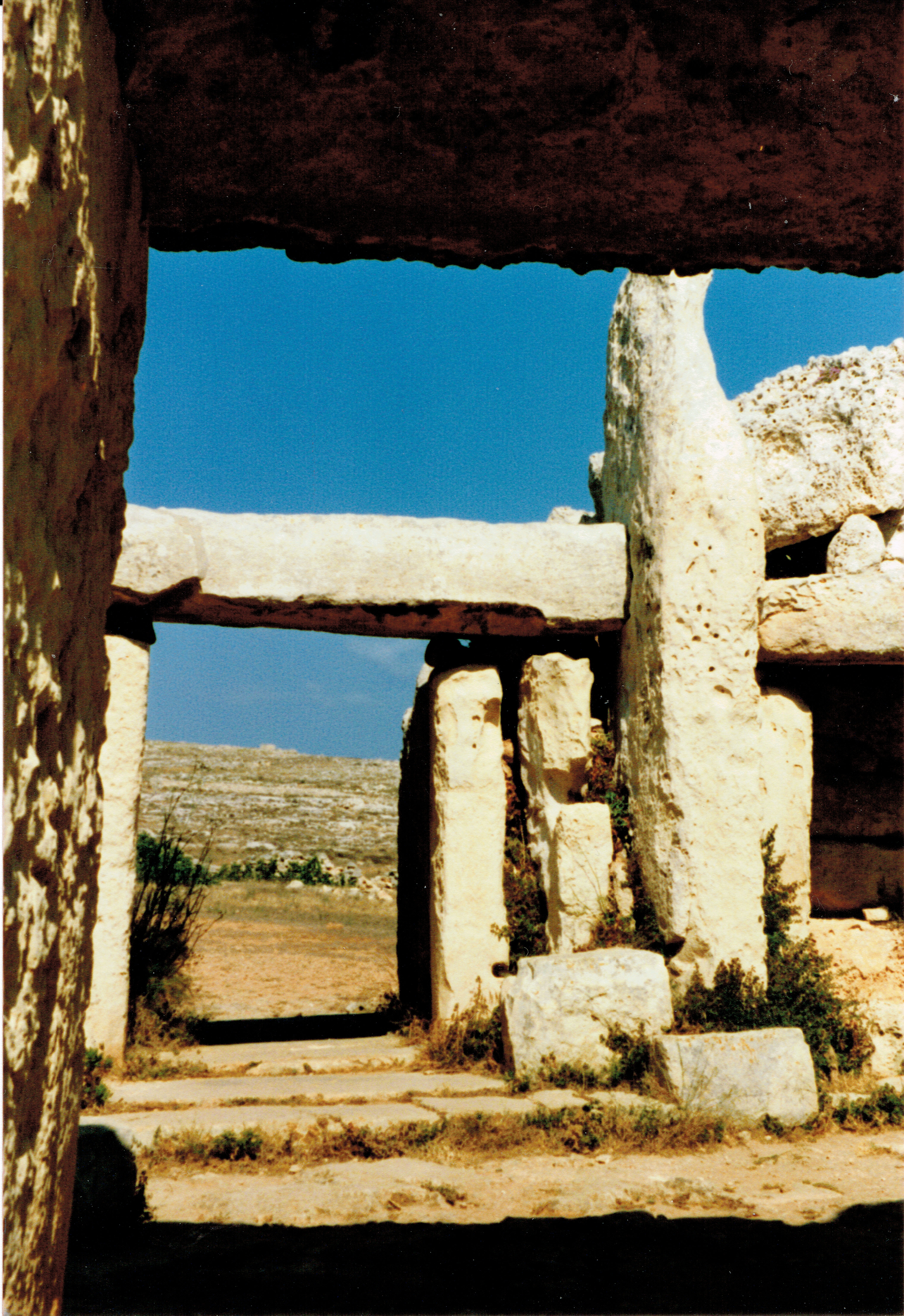
Trylityczne wejście do świątyni Mnajdra

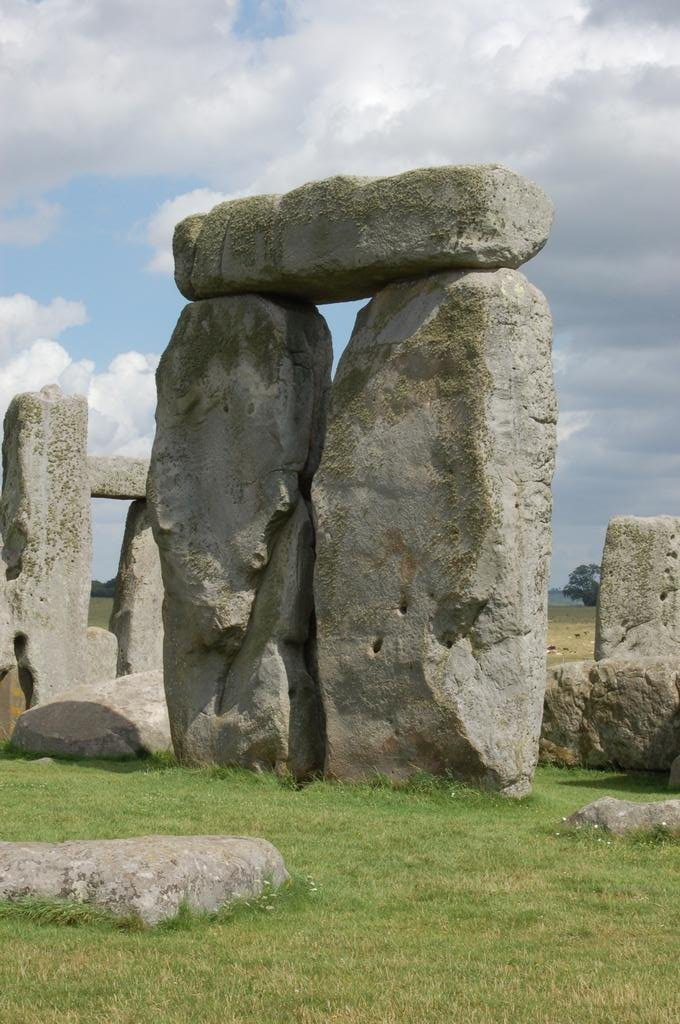
Trylit w Stonehenge

Trylit (try + líthos czyli kamień) – budowla typu megalitycznego, zbudowana z trzech głazów: dwóch pionowych i trzeciego ułożonego poziomo. 
Trylity budowano w neolicie i epoce brązu, prawdopodobnie jako obiekty kultu religijnego lub proste obserwatoria astronomiczne.